# AC St. Louis
L'Athletic Club of St. Louis era una società calcistica statunitense, con sede a St. Louis (Missouri).
Nella sua breve vita ha fatto parte della USSF Division 2 Pro League, campionato di transizione che avrebbe traghettato il secondo livello del calcio nordamericano verso la nuova NASL.
Il campionato si concluse con il quinto posto nella NASL Conference non accedendo ai successivi play-off.
Doveva rientrare nei club fondatori della nuova NASL ma la società chiuse i battenti nel gennaio del 2011.

## Giocatori
- Steve Ralston
- Luis Gil
- Michael Videira
- Mark Bloom
- Jéferson Lima de Menezes
- Hagop Chirishian